# Jurij Pohulajko
Jurij Mychajłowycz Pohulajko (ukr. Юрій Михайлович Погуляйко; ur. 12 listopada 1978 w Werchnioszewyriwce k. Sorokynego) – ukraiński polityk, od 2019 roku przewodniczący administracji państwowej obwodu wołyńskiego. W 2019 roku był także wiceprzewodniczącym administracji państwowej obwodu ługańskiego.

## Życiorys
Od 1999 roku pracował w administracji wewnętrznej. W 2000 roku ukończył studia z zakresu kierowania organizacjami i przedsiębiorstwami na Ługańskim Narodowym Uniwersytecie Rolniczym. W 2003 roku ukończył prawoznawstwo w Międzyregionalnej Akademii Zarządzania Personelem w Kijowie, a w 2010 roku prawo w Wyższej Szkole Zarządzania Ministerstwa Spraw Wewnętrznych.
Pracował jako inspektor okręgowy policji, a od 2002 do 2005 roku był naczelnikiem oddziału Państwowej Służby ds. Zwalczania Przestępczości Gospodarczej w Krasnodonie. Służył w organach Ministerstwa Spraw Wewnętrznych Ukrainy w obwodach mikołajowskim, dniepropetrowskim, czernihowskim i ługańskim, następnie w Policji Narodowej Ukrainy. Od 2016 do 2019 roku pracował w Państwowej Służbie Podatkowej w obwodzie donieckim.

### Kariera polityczna
23 sierpnia 2019 został powołany na stanowisko zastępcy szefa Ługańskiej Obwodowej Administracji Państwowej. 28 października Rada Ministrów powołała go na funkcję szefa Wołyńskiej Obwodowej Administracji Państwowej. W listopadzie tego samego roku zakończył pełnienie funkcji wiceprzewodniczącego obwodu ługańskiego.

## Życie prywatne
Jest żonaty, ma dwoje dzieci.